# Prix Élie-Faure
Pour les articles homonymes, voir Élie Faure et Faure.
Le prix Élie-Faure est un prix littéraire qui récompense le meilleur livre d’art de l’année. 
Il porte le nom du célèbre historien de l’art et essayiste français.
Créé en 1980, le prix est décerné au restaurant La Closerie des Lilas, boulevard du Montparnasse, un des mythiques restaurants littéraires de Paris où se réunissaient, dans les premières décennies du XXe siècle, les Picasso, Modigliani, Éluard, Apollinaire, Breton, etc. Le prix Élie-Faure veut faire perdurer cette tradition. 

## Liste des lauréats
- 1980 : Sophie Monneret pour L'Impressionnisme et son époque
- 1981 : Gilles Néret pour sa série de livres À l'école des grands peintres
- 1982 : José Lopez-Rey pour Velasquez, artiste et créateur, avec un catalogue raisonné de son oeuvre intégrale (Lausanne-Paris: Bibliothèque des Arts)
- 1983 : Yann Le Pichon pour Les Peintres du bonheur (Robert Laffont)
- 1986 : Yann Le Pichon pour Bernard Buffet (Maurice Garnier et Bibliothèque des Arts)
- 1987 : Maurice Arama pour Delacroix, un voyage initiatique (Éditions Non Lieu)
- 1992 : Collectif (Lawrence Gowing, Jane Martineau, David Landau, Keith Christiansen, Suzanne Boorsch, Andrea Rothe pour Andrea Mantegna
- 1993 : Yann Le Pichon pour Le Monde du Douanier Rousseau (Robert Laffont)
- 1994 : Dirk De Vos pour Hans Memling : œuvre complète
- 1999 : Dora Perez-Tibi pour Catalogue Raoul Dufy